# Stadttheater Bruneck

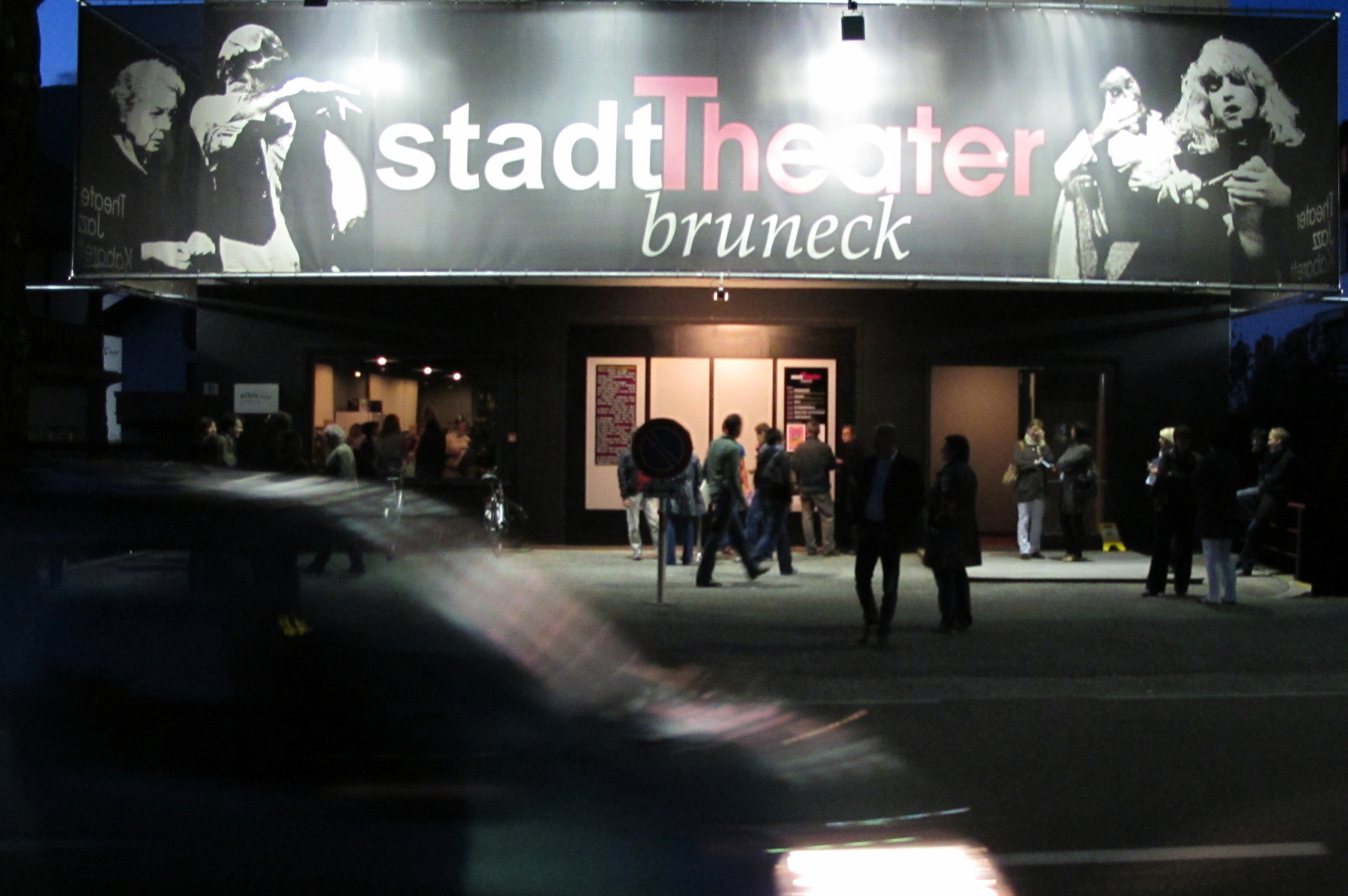
Stadttheater Bruneck

Das Stadttheater Bruneck ist ein deutschsprachiges Theater in Bruneck (Südtirol/Italien).

## Geschichte
Das Stadttheater Bruneck wurde 1994 von Klaus Gasperi als Theater im Pub gegründet. Anfangs im „Hotel Bruneck“ untergebracht, wechselte das Theater in den ersten Jahren seines Bestehens mehrfach seine Spielstätte. Der derzeitige Sitz in der Dantestraße 21 wurde 2006/07 nach einer umfassenden Komplettrenovierung neu bezogen. Seither realisiert das Stadttheater Bruneck pro Spielzeit ca. zehn Theaterproduktionen, darunter auch Koproduktionen mit befreundeten Bühnen aus Österreich und Deutschland. Neben dem Theaterbetrieb (der ergänzend zu den Eigenproduktionen auch Theater-Gastspiele sowie Tanz- und Kindertheater umfasst) werden regelmäßig Jazzkonzerte international bekannter Musiker, Kabarett wie auch Film- und Gesprächsveranstaltungen angeboten. Klaus Gasperi zeichnete von 1994 bis 2020 für die künstlerische Leitung des Schauspielhauses verantwortlich; seit 2020 ist Christine Lasta die künstlerische Leiterin, Jan Gasperi der technische Leiter.

## Organisation
Das Theater verfügt über einen Zuschauerraum mit 80 Sitzplätzen und ein Foyer mit Barbetrieb. Gemäß seinen Statuten ist es ein Verein mit sozialer Ausrichtung ohne Gewinnabsichten. Es verfolgt den Zweck der Förderung und Pflege eines zeitgenössischen und zugleich professionellen Theaters. Aus diesem Grund wird es von der Stadtgemeinde Bruneck und der Provinz Bozen im Rahmen der öffentlichen Kulturförderung subventioniert. Von 2001 bis 2006 war dem Stadttheater Bruneck die Theaterschule Bruneck angegliedert, die nach mehrjähriger Pause erneut von 2009 bis 2015 betrieben wurde.

## Gastspiele und Kooperationen
Das Stadttheater Bruneck wird immer wieder zu Gastspielen an bedeutende Theater des deutschsprachigen Auslandes geladen, unter anderem an das Tiroler Landestheater, das Salzburger Landestheater, die Bühnen Graz, das Theater Akzent (Wien), das Gostner Hoftheater (Nürnberg), die Tiroler Volksschauspiele in Telfs, das Euro Central Theater (Bonn), den Theaterkahn Dresden und das Waldviertler Hoftheater in Pürbach.

## Schauspieler, Regisseure und Musiker
Seit seiner Gründung gastierten am Stadttheater Bruneck im Rahmen von Theateraufführungen, Jazzkonzerten oder Filmveranstaltungen zahlreiche namhafte Schauspieler, Regisseure, Kabarettisten, Schriftsteller, Musiker und Filmemacher, unter ihnen
- Britta Bayer
- Stefan Bockelmann
- Marc Copland
- Katrin Daliot
- Alfred Dorfer
- Dave Douglas
- Pavel Fieber
- Ottfried Fischer
- Christian Martin Fuchs
- Lorenz Gallmetzer
- Julia Gschnitzer
- Gunkl
- Gregor Gysi
- Clemens Haipl
- Helmuth A. Häusler
- Maria Hofstätter
- Peter Huemer
- Guido Huonder
- Edmund Jäger
- Brigitte Jaufenthaler
- Sarah Jung
- Michaela Kametz
- Wladimir Kaminer
- Oliver Karbus
- Ernst Kaufmann
- Judith Keller
- Alexander Kratzer
- Kurt Langbein
- Ulrike Lasta
- David Liebman
- Christine Mayn
- Felix Mitterer
- Peter Mitterrutzner
- Christian Muthspiel
- Wolfgang Muthspiel
- Robert Palfrader
- Krista Posch
- Joesi Prokopetz
- Willi Resetarits
- Klaus Rohrmoser
- Benjamin Schmid
- Florian Scheuba
- Gregor Seberg
- Sara Sommerfeldt
- Andreas Vitásek
- Michael Walde-Berger
- Nick Wilder
- Lucas Zolgar
- Sabina Zwitter-Grilc

## Eigenproduktionen (Auswahl)
2022
- 72 Stunden. Eine Anklage von Barbara Plagg (Regie: Torsten Schilling, mit: Sabrina Fraternali, Viktoria Obermarzoner, Julia Augscheller, Florian Eisner und Horst Herrmann) (gemeinsam mit dem Theater in der Altstadt und Carambolage Bozen)
- Kaschmirgefühl von Bernhard Aichner (Regie: Florian Eisner, mit: Brigitte Jaufenthaler und Florian Eisner)

2021
- Macbeth von William Shakespeare in einer Bearbeitung von John von Düffel (Regie: Torsten Schilling, mit: Klaus Rohrmoser, Christine Lasta, Sabrina Fraternali, Rebecca Dirler und René Dalla Costa).

2020
- Gift. Eine Ehegeschichte von Lot Vekemans (Regie: Claus Tröger, mit Thomas Dehler und Sarah Kattih) (gemeinsam mit Theaterkahn Dresden).

2019
- Fremdenzimmer von Peter Turrini (Regie: Hanspeter Horner, mit Peter Mitterrutzner, Sarah Kattih und Hafize Bah).
- Talk im Stadttheater: Felix Mitterer im Gespräch mit Joachim Gatterer.

2018
- Paganini, Teufelsgeiger von Michael Korth (Regie und Hauptdarsteller: Klaus Rohrmoser, Violine: Daniela Fischer).
- Talk im Stadttheater: Ottfried Fischer im Gespräch mit Judith Steinmair.
- Der Letzte der feurigen Liebhaber von Neil Simon (Regie: Hans Peter Horner, mit Günther Götsch und Julia Zangger).
- Warten auf Godot von Samuel Beckett (Regie: Klaus Rohrmoser, mit Elmar Drexel, Helmuth A. Häusler, Michael Walde-Berger und Lucas Zolgar) (gemeinsam mit dem Innsbrucker Kellertheater).
- Talk im Stadttheater: Gregor Gysi im Gespräch mit Lorenz Gallmetzer.

2017
- Das Haus der Mutter von Joseph Zoderer (Regie: Torsten Schilling, Dramaturgie: Sabine Göttel, mit Eleonore Bürcher). Eine Koproduktion mit den Vereinigten Bühnen Bozen und dem Theater in der Altstadt (Meran).
- Homo faber von Max Frisch (Regie: Claus Tröger, mit Klaus Rohrmoser, Nenad Šmigoc, Jasmin B. Mairhofer und Ingrid M. Lechner)
- n. c. kaser Lyrikfestival (Kurator: Klaus Gasperi, mit Roberta Dapunt, Joachim Gatterer, Hans Haider, Ralf Höller, Barbara Hundegger, Oliver Karbus, Michael Korth, Christine Lasta, Josef Oberhollenzer, Sigurd Paul Scheichl, Toni Taschler, Erika Wimmer, Joseph Zoderer u. a.)
- Honig im Kopf von Florian Battermann und René Heinersdorff nach dem gleichnamigen Film von Hilly Martinek und Til Schweiger (Regie: Hanspeter Horner, mit Peter Mitterrutzner, Yamuna Müller, Sarah Kattih und Nenad Šmigoc)

2016
- Wenn nicht heut', wann dann? von Klaus Gasperi und Hanspeter Horner (Regie: Hanspeter Horner, mit Günther Götsch, Christine Lasta, Marlies Untersteiner u. a.)
- Kein Platz für Idioten von Felix Mitterer (Regie: Klaus Rohrmoser, mit Peter Mitterrutzner, Lucas Zolgar, Ingrid Maria Lechner, Peter Niederegger u. a.)
- Fremde Frauen (Ein Koffer voller Hoffnung) von Marianne Strauhs (Regie: Alexander Kratzer, mit Christine Lasta, Ulrike Lasta und Jasmin Barbara Mairhofer).

2015
- Ivo Barnabò Micheli Filmfestival (Kuratoren: Joachim Gatterer u. Jessica Micheli, Gäste: Sandra D'Olif-Baumgartner, Wilfried Reichart, Ali Reza Movahed u. a.)
- Ein Jedermann von Felix Mitterer (Regie: Hans Peter Horner, mit den Schauspielschülern der Theaterschule Bruneck)
- Sturm von William Shakespeare (Regie: Alexander Kratzer, mit Hans Danner, Margot Mayrhofer und Nik Neureiter)

2014
- Der Brandner Kaspar nach Franz von Kobell (Komposition und Regie: Hans Peter Horner, mit Walter Ludwig, Nik Neureiter, Alexa Brunner, Maria Kankelfitz, Horst Hermann u. a.)
- Claus Gatterer Filmretrospektive (Kurator: Joachim Gatterer, Gäste: Peter Huemer, Kurt Langbein, Leopold Steurer u. a.) (mit Verleihung Prof. Claus Gatterer-Preis 2014 des ÖJC an Sabina Zwitter-Grilc)
- Romy's Pool von Stefan Vögel (Regie: Claus Tröger, mit Julia Gschnitzer, Britta Bayer, Jasmin Barbara Mairhofer und Georg Eisner) (gemeinsam mit dem Salzburger Landestheater und den Vereinigten Bühnen Bozen)

2013
- Herr der Fliegen von William Golding (Regie: Claus Tröger, mit den Studenten der Theaterschule Bruneck)
- Nächstest Jahr, gleiche Zeit von Bernard Slade (Bearbeitung und Regie: Hans Peter Horner, mit Christine Mayr-Mayn und Nick Wilder)

2012
- Stallerhof von Franz Xaver Kroetz (Regie: Claus Tröger, mit Ingrid Maria Lechner, Jasmin Barbara Mairhofer, Kurt Kern und Oliver Pezzi)
- Vor dem Ruhestand von Thomas Bernhard (Regie: Astrid Großgasteiger, mit Alexandra Tichy, Britta Bayer und Pavel Fieber) (gemeinsam mit dem Salzburger Landestheater)
- Verrücktes Blut von Nurkan Erpulat (Regie: Claus Tröger) (gemeinsam mit dem Deutschen Staatstheater Temeschwar, dem Deutschen Theater Budapest und dem Deutsch-Sorbischen Volkstheater Bautzen)

2011
- Im weißen Rößl von Ralph Benatzky (Regie: Claus Tröger, mit Ricarda Amberg, Melanie Arnezeder, Tobias Bernhardt, Klaus Gasperi u. a.)
- Kasimir und Karoline von Ödön von Horváth (Regie: Oliver Karbus, mit Julia Loibl, Sara Sommerfeldt, Richard Aigner, Benjamin Ulbrich u. a.) (gemeinsam mit dem Stadttheater Kempten)

2010
- Einfach kompliziert von Thomas Bernhard (Regie: Claus Tröger, Monolog von Klaus Martin Heim)
- Halbe Wahrheiten von Alan Ayckbourn (Regie: Judith Keller, mit Klaus Rohrmoser, Johannes Gabl, Ute Hamm und Marie-Theresa Lohr)

2009
- Der Patriot von Felix Mitterer (Regie: Klaudia Reichenbacher, Bühnenmonolog von Alexander Mitterer)
- Die Emigranten von Slawomir Mrozek, dramatisiert von Alexander Kratzer (Regie: Ernst Kaufmann, mit Klaus Rohrmoser und Irmgard M. Sohm)
- Circulus Vitiosus von Anton Prestele nach Texten von Norbert C. Kaser (Regie: Anton Prestele, mit dem Jugendchor und -orchester der Musikschule Bruneck, Hannes Holzer, Stefan Ghedina u. a.) (gemeinsam mit der Stadtbibliothek Bruneck und dem Jugend- und Kulturzentrum UFO)

2008
- Eine Sommernachts-Sexkomödie von Woody Allen (Regie: Judith Keller, mit Ulrike Lasta, Kathrin Leonard, Günter Gräfenberg, Lukas Lobis u. a.)
- Sechs Tanzstunden in sechs Wochen von Richard Alfieri (Regie: Claus Tröger, mit Josef Lanz und Liz Marmsoler)
- Die letzten Tage der Menschheit von Karl Kraus (Bearbeitung und Regie: Claus Tröger, mit Ingeborg Frena, Ute Hamm, Irmgard Maria Sohm, Randolf Destaller, Arturas Valudskis u. a.) (gemeinsam mit dem Euro-Central-Theater in Bonn)

2007
- Othello von William Shakespeare (Bearbeitung und Regie: Oliver Karbus, mit Brigitte Jaufenthaler, Margot Mayrhofer, Stefan Ghedina u. a.)
- Mensch Meier von Franz Xaver Kroetz (Regie: Claus Tröger, mit Katharina Brenner, Nik Neureiter und Joshua Meier) (gemeinsam mit der Arbeiterkammer Oberösterreich)

2006
- Hamlet von William Shakespeare (Bearbeitung und Regie: Oliver Karbus, mit Sara Sommerfeldt, Irmgard Sohm, Martin Carnevali u. a.)
- Die Zofen von Jean Genet (Regie: Klaus Rohrmoser, mit Constanze Köberl, Katrin Daliot und Sarah Jung)

2005
- Sidonie nach der Dokumentarerzählung von Erich Hackl (Bearbeitung und Regie: Christian Martin Fuchs, mit Christina Blumencron, Ursula Elzenbaumer, Ogün Derendeli u. a.) (gemeinsam mit dem Jugend- und Kulturzentrum UFO)
- Die Beichte von Felix Mitterer (Regie: Klaudia Reichenbacher, mit Maximilian Achaz und Alexander Mitterer) (gemeinsam mit den Theatern WalTzwer und Kaendace in Graz)

2004
- Medea von Euripides (Bearbeitung und Regie: Oliver Karbus, mit Brigitte Jaufenthaler, Sylla Ndeye, Nikolaus Neureiter u. a.)
- Elling von Axel Hellstenius (Regie: Klaus Rohrmoser, mit Edmund Jäger, Alexander Kratzer, Carmen Gratl und John F. Kutil (gemeinsam mit dem Sägmüllerhof Gais))
- Bauern sterben von Franz Xaver Kroetz (Regie: Claus Tröger, mit Brigitte Knapp, Lukas Lobis, Oliver Pezzi, Nico Tschopp u. a.)

2003
- Auf dem Land von Martin Crimp (Regie: Oliver Karbus, mit Brigitte Jaufenthaler, Judith Jakob u. Thomas Lackner) (gemeinsam mit dem Gostner Hoftheater Nürnberg)
- Jugend ohne Gott & sehr schlechte Träume nach Werken von Ödön von Horváth und Norbert C. Kaser (Konzeption u. Regie: Claus Tröger u. Christian Martin Fuchs, mit Nik Neureiter, Christine Lasta u. a.) (gemeinsam mit dem Jugend- und Kulturzentrum UFO)

2002
- Beauty Queen von Martin McDonagh (Regie: Claus Tröger, mit Julia Gschnitzer, Irmgard Sohm u. a.)
- Der Menschenfeind von Molière in einer Bearbeitung von Botho Strauss (Regie: Oliver Karbus, mit Thomas Lackner, Nikolaus Tschopp, Brigitte Jaufenthaler, Angie Mautz, Franz Weichenberger u. a.)
- Richards Korkbein von Brendan Behan (Regie: Guido Huonder, mit Nicole Romana Berktold, Brigitte Knapp u. a.)
- Der Theatermacher von Thomas Bernhard (Regie: Carsten Bodinus, mit Michael Arnold, Johanna Lindinger u. a.) (gemeinsam mit den Vereinigten Bühnen Bozen)

2001
- Wie kündigt man seinem Mörder nach einem Drehbuch von Aki Kaurismäki (Regie: Claus Tröger, mit Hannes Holzer, Grit Meissner, Kurt Walde u. a.) (gemeinsam mit dem Jugend- und Kulturzentrum UFO)
- Zufälliger Tod eines Anarchisten von Dario Fo (Regie: Elmar Drexel, mit Hannes Holzer, Christine Lasta, Grit Meissner u. a.)
- Der Weibsteufel von Karl Schönherr (Regie: Klaus Rohrmoser, mit Brigitte Jaufenthaler, Peter Mitterrutzner und Lukas Lobis) (gemeinsam mit dem Theater in der Altstadt in Meran)
- Mein Kampf von George Tabori (Regie: Guido Huonder, mit Pine Fenz, Ulrike Lasta, Oliver Pezzi u. a.)
- Momo von Michael Ende (Regie und Dramaturgie: Guido Huonder, Darsteller: Schauspielschüler der Theaterschule Bruneck)

2000
- Mein Ungeheuer von Felix Mitterer (Regie: Elmar Drexel, mit Julia Gschnitzer und Peter Mitterrutzner) (gemeinsam mit den Tiroler Volksschauspielen Telfs)
- W;T (Geist) von Margaret Edson (Regie: Claus Tröger, mit Irmgard Sohm, Wolfgang Rommerskirchen, Grete Wirth u. a.)
- Wunschkonzert von Franz Xaver Kroetz (Regie: Elmar Drexel, Darstellerin: Pine Fenz)

1999
- Rotznjogd von Peter Turrini (Regie: Rudolf Ladurner, mit Brigitte Jaufenthaler und Thomas Hackhofer) (gemeinsam mit dem Theater in der Altstadt in Meran)
- Sonny Boys von Neil Simon (Regie: Rudolf Ladurner, mit Peter Mitterrutzner, Thomas Hochkofler und Paul Demetz) (gemeinsam mit dem Theater in der Altstadt in Meran)

1998
- Die Landeshymne nach der ungarischen Vorlage von György Schwajda (Regie: Zóltan Deme, mit Claudia Widmann, Walter Sachers u. a.)
- Morgen mein Meister von Manfred Schild (Regie: Manfred Schild, mit Brigitte Jaufenthaler)

### Theater im Zelt
1998
- Decamerone, Freilichtmusical nach Giovanni Boccaccio (Regie: Dietrich W. Hübsch, Dramaturgie: Manfred Schild, Musik: Christian Wegscheider)
- Der Drang von Franz Xaver Kroetz (Regie: Walter Sachers, mit Michaela Kametz, Valeria Mangione u. a.)

### Theater im Pub
1996
- Ein seltsames Paar von Neil Simon (Regie: Günther Lieder, mit Josef Lanz, Ulrike und Christine Lasta u. a.)
- Reigen von Arthur Schnitzler (Regie: Rudolf Ladurner, mit Christa Flor, Renate Abram u. a.) (gemeinsam mit dem Theater in der Altstadt in Meran)
- Grillparzer im Pornoladen von Peter Turrini (Regie: Ekkehard Schönwiese, mit Barbara Weber und Gerhard Sexl) (gemeinsam mit dem Kulturgasthaus Bierstindl in Innsbruck)
- Die Präsidentinnen von Werner Schwab (Regie: Zóltan Deme, mit Ulrike Lasta, Beate Göbel und Ingrid Porzner)

1994
- Der kleine Horrorladen nach dem Musical von Alan Menken
- Messias von Patrick Barlow (Regie: Günther Lieder, mit Toni Taschler u. a.)
- Munde von Felix Mitterer (Regie: Elmar Drexel, mit Peter Mitterrutzner, Konrad Hochgruber u. a.)
- Ab Jetzt von Alan Ayckbourn (Regie: Elmar Drexel, mit Konstanze Köberl, Ulrike Lasta, Oliver Pezzi u. a.)